# Aderus populneus
Aderus populneus is een keversoort uit de familie schijnsnoerhalskevers (Aderidae). De wetenschappelijke naam van de soort werd in 1796 als Notoxus populneus gepubliceerd door Christian Creutzer.